# إيوان دايل
إيوان دايل (بالإنجليزية: Euan Dale) (مواليد 18 ديسمبر 1985) هو سبّاح من المملكة المتحدة، مثّل بلاده في الألعاب الأولمبية الصيفية 2008.

## روابط خارجية
إيوان دايل على موقع الاتحاد الدولي للسباحة (الإنجليزية)
- إيوان دايل على موقع أوليمبيديا (الإنجليزية)
- إيوان دايل على موقع اللجنة الأولمبية البريطانية (الإنجليزية)
- إيوان دايل على موقع اتحاد ألعاب الكومنولث (مؤرشف) (الإنجليزية)
- إيوان دايل على موقع دورة ألعاب الكومنولث 2006 (مؤرشف) (الإنجليزية)